# Topázio (Teófilo Otoni)
Topázio é um distrito do município brasileiro de Teófilo Otoni, no interior do estado de Minas Gerais. Segundo o censo demográfico de 2022, realizado pelo Instituto Brasileiro de Geografia e Estatística (IBGE), sua população era de 3 732 habitantes e havia 1 364 domicílios particulares permanentes ocupados. Possui área de 598,54 km² conforme a Fundação João Pinheiro (FJP).
De acordo com o IBGE, em 2010 a população era de 4 524 habitantes e havia 1 685 domicílios particulares.
Foi criado pelo decreto-lei estadual nº 148 de 17 de dezembro de 1938, então com o nome de Jardinópolis. Passou a se chamar Topázio pelo decreto-lei estadual nº 1.058 de 31 de dezembro de 1943.